# دن برن
دن برن (انگلیسی: Dan Bern؛ زادهٔ ۲۷ ژوئیهٔ ۱۹۶۵) گیتاریست، خواننده، ترانه‌سرا، رمان‌نویس و نقاش اهل ایالات متحده آمریکا است. کارهای او با باب دیلان، وودی گاتری و الویس کاستلو مقایسه می‌شود.